# F-1 Trillion
F-1 Trillion es el sexto álbum de estudio del músico estadounidense Post Malone. Se lanzó a través de Republic y Mercury Records el 16 de agosto de 2024. El álbum incluye artistas invitados como Morgan Wallen, Blake Shelton y Luke Combs. La producción estuvo a cargo de Louis Bell, Charlie Handsome y Hoskins. 
F-1 Trillion fue precedido por el lanzamiento de tres sencillos, «I Had Some Help», «Pour Me a Drink» y «Guy for That», en los que participan Wallen, Shelton y Combs, respectivamente. Se trata de una "continuación" del álbum anterior de Post Malone, Austin (2023).

## Antecedentes y composición
En junio de 2023, Malone fue entrevistado en The Howard Stern Show, donde el presentador Howard Stern le preguntó sobre la posibilidad de hacer un álbum country en el futuro: "Para ser honesto, no hay nada que me impida tomar una cámara o instalarme en mi estudio en Utah y simplemente grabar un álbum country [para publicarlo] en YouTube, tengo permiso para hacerlo, soy un ser humano". Explicó además:

«Divido mi tiempo entre muchas cosas diferentes porque estoy felizmente obligado a hacer conciertos y mostrar amor a mis fans... y luego estoy felizmente obligado a escribir música y hacer ritmos por mi cuenta, y estoy felizmente obligado a, ya sabes, cuidar de mi familia. Entonces, es mucho tiempo y se trata de encontrar ese espacio para hacerlo. Si tengo otro año para mí, tal vez haga un maldito álbum country».

El primer acercamiento a la música country comenzó en 2023, cuando Malone colaboró en una regrabación de «Pickup Man» de Joe Diffie, alcanzando por primera vez el puesto 34 en la lista Hot Country Songs. En abril de 2024 colaboró en el álbum country de Beyoncé Cowboy Carter en el tema «Levi's Jeans», alcanzando el puesto 5 en la lista Hot Country Songs.
El álbum fue producido por Louis Bell, Charlie Handsome y Hoskins, y cuenta con la participación de numerosos compositores y cantantes de country. Malone declaró que tardó seis meses en completar el álbum.

## Lista de canciones
Todas las canciones fueron producidas por Louis Bell y Charlie Handsome, mientras que «I Had Some Help», «Guy for That» y «Devil I've Been» contaron además con la producción de Hoskins.
- Edición estándar

| F-1 Trillion |                                             | |          |  |
| N.º          | Título                                      | Escritor(es) | Duración |  |
| 1.           | «Wrong Ones» (con Tim McGraw)               | Austin Post Louis Bell Ryan Vojtesak Luke Combs Ernest Keith Smith James McNair                                   | 3:15     |  |
| 2.           | «Finer Things» (con Hank Williams Jr.)      | Post L. Bell Vojtesak Combs Smith Josh Thompson McNair                                                            | 3:05     |  |
| 3.           | «I Had Some Help» (con Morgan Wallen)       | Austin Post Louis Bell Ryan Vojtesak Hoskins Ernest Keith Smith Ashley Gorley Chandler Paul Walters Morgan Wallen | 2:58     |  |
| 4.           | «Pour Me a Drink» (con Blake Shelton)       | Post Bell Vojtesak John Byron Rocky Block Jordan Dozzi                                                            | 3:15     |  |
| 5.           | «Have the Heart» (con Dolly Parton)         | Post L. Bell Vojtesak Lainey Wilson Bradley Paisley Gorley                                                        | 3:03     |  |
| 6.           | «What Don't Belong to Me»                   | Post L. Bell Vojtesak Smith Gorley James Maddocks                                                                 | 3:27     |  |
| 7.           | «Goes Without Saying» (con Brad Paisley)    | Post L. Bell Vojtesak Gorley Thompson Chase McGill Joe Reeves                                                     | 3:32     |  |
| 8.           | «Guy for That» (con Luke Combs)             | Post Combs L. Bell Vojtesak Hoskins Smith McNair                                                                  | 2:44     |  |
| 9.           | «Nosedive» (con Lainey Wilson)              | Post L. Bell Vojtesak Combs Smith Billy Walsh McNair                                                              | 3:12     |  |
| 10.          | «Losers» (con Jelly Roll)                   | Post L. Bell Vojtesak Smith Gorley Walters Reeves                                                                 | 3:29     |  |
| 11.          | «Devil I've Been» (con Ernest)              | Post Smith L. Bell Vojtesak Hoskins Walters                                                                       | 3:02     |  |
| 12.          | «Never Love You Again» (con Sierra Ferrell) | Post L. Bell Vojtesak Chris Tompkins Rhett Akins                                                                  | 3:06     |  |
| 13.          | «Missin' You Like This» (con Luke Combs)    | Post Combs L. Bell Vojtesak Michael Hardy Gorley McNair                                                           | 3:42     |  |
| 14.          | «California Sober» (con Chris Stapleton)    | Post Christopher Stapleton L. Bell¨ Vojtesak Mark Holman                                                          | 3:24     |  |
| 15.          | «Hide My Gun» (con Hardy)                   | Post Hardy L. Bell Vojtesak Smith Walsh Alexander Izquierdo                                                       | 3:40     |  |
| 16.          | «Right About You»                           | Post L. Bell Vojtesak Smith Walters                                                                               | 3:03     |  |
| 17.          | «M-E-X-I-C-O» (Billy Strings)               | Post L. Bell Vojtesak McGill                                                                                      | 2:35     |  |
| 18.          | «Yours»                                     | Post L. Bell Vojtesak Gorley Taylor Philips                                                                       | 3:19     |  |
| 57:51        |                                             | |          |  |

- Edición extendida

| F-1 Trillion: Long Bed |                          |                                                                   |          |  |
| N.º                    | Título                   | Escritor(es)                                                      | Duración |  |
| 1.                     | «Fallin' in Love»        | Post L. Bell Vojtesak Smith Thompson Block                        | 2:51     |  |
| 2.                     | «Dead at the Honky Tonk» | Post L. Bell Vojtesak Smith Gorley Byron                          | 3:33     |  |
| 3.                     | «Killed a Man»           | Post L. Bell Vojtesak Geoff Warburton Joe Fox Jimi Bell           | 3:05     |  |
| 4.                     | «Ain't How it Ends»      | Post L. Bell Vojtesak Smith Gorley Reeves                         | 3:21     |  |
| 5.                     | «Hey Mercedes»           | Post L. Bell Vojtesak                                             | 3:22     |  |
| 6.                     | «Go to Hell»             | Post L. Bell Vojtesak                                             | 4:27     |  |
| 7.                     | «Two Hearts»             | Post L. Bell Vojtesak Smith Dean Dillon Jessie Jo Dillon          | 3:26     |  |
| 8.                     | «Who Needs You»          | Post L. Bell Vojtesak Smith Walters Blake Pendergrass             | 2:49     |  |
| 9.                     | «Back to Texas»          | Post L. Bell Vojtesak Yuval Haim Chain Hero Delano Thompson Block | 2:47     |  |
| 87:44                  |                          |                                                                   |          |  |

## Premios y nominaciones
| Año  | Premio                          | Nominado     | Categoría      | Resultado | Referencias |
| ---- | ------------------------------- | ------------ | -------------- | --------- | ----------- |
| 2025 | Nickelodeon Kids' Choice Awards | F-1 Trillion | Álbum favorito | Nominado  | [ 4 ]       |